# Foresta di Tamara Tiriccu
La foresta di Tamara Tiriccu è un complesso forestale appartenente al demanio della regione Sardegna.
Situata nella parte meridionale dell'Isola, in territorio del comune di Nuxis,  si estende su una superficie di 1470 ettari ed ha una altitudine media di 850 metri. Confina con la foresta di Pantaleo a sud, e con la foresta di Gutturu Mannu e la riserva di Monte Arcosu a est.
Il complesso è attraversato dai corsi d'acqua rio Barisone e rio Tiriccu e comprende al proprio interno i rilievi di punta Is Caravius (1116 m), monte Tiriccu (1104 m), monte Arcosu (948 m), Arcu Barisoni (885 m), monte Tamara (850 m) e monte Sa Mirra (1087 m).
Sotto l'aspetto vegetazionale la copertura forestale, tipicamente mediterranea, comprende numerose specie autoctone, in particolare leccio, corbezzolo, fillirea, ginepro ed erica.